# Френк Шрайнер
Френк Шрайнер (англ. Frank Schreiner, 1 січня 1879 — 6 липня 1937) — американський ватерполіст.
Бронзовий призер Олімпійських Ігор 1904 року.